# MTSS1
MTSS1‏ (MTSS1, I-BAR domain containing) هوَ بروتين يُشَفر بواسطة جين MTSS1 في الإنسان.